# البحري قمولا
قرية البحرى قمولا هي إحدى القرى التابعة لمركز نقادة في محافظة قنا في جمهورية مصر العربية. حسب إحصاءات سنة 2006، بلغ إجمالي السكان في البحرى قمولا 15201 نسمة، منهم 7342 رجل و7859 امرأة.